# High Explosive Squash Head
La High Explosive Squash Head (HESH - esplosivo ad alto potenziale a testa schiacciabile) è un tipo di proiettile anti-edificio ed anticarro.
Fu usato maggiormente dal British Army come il colpo esplosivo principale dei loro carri da combattimento durante la Guerra fredda. Fu usato anche dalle forze armate di altri paesi, soprattutto quelli che comprarono il carro inglese Centurion da 105 mm, incluse la Svezia, India e Israele. Negli Stati Uniti d'America è conosciuta come HEP, cioè "High Explosive, Plastic" (alto esplosivo plastico).

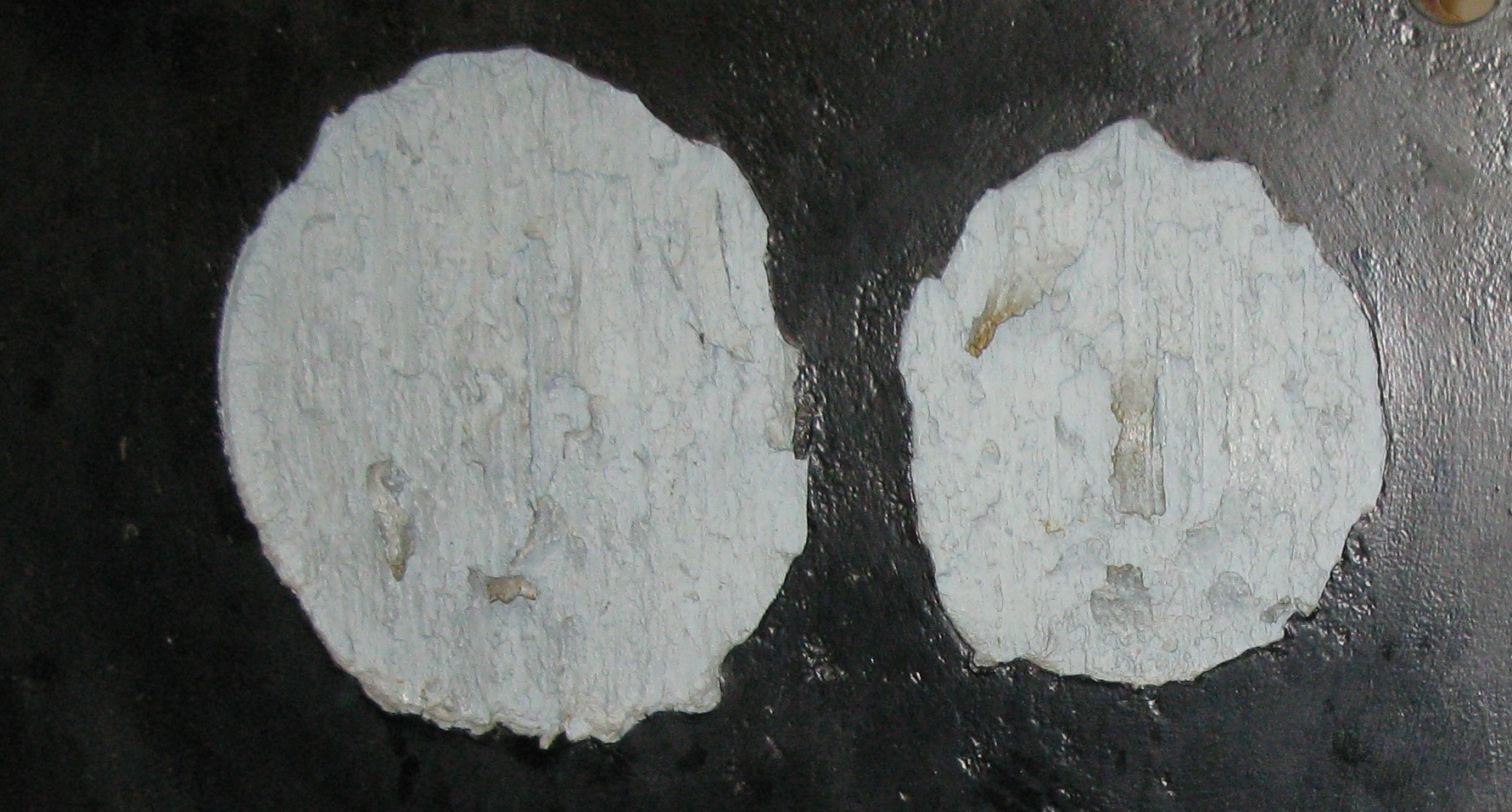
Esempio della frammentazione causata dal HESH

I colpi HESH sono granate metalliche, in cui il metallo della punta é sottile, riempite di esplosivo al plastico e una spoletta sulla base ad esplosione ritardata. L'esplosivo è "schiacciato" contro la superficie dell'obiettivo, e si estende a formare un disco di plastico, il quale viene fatto esplodere dalla spoletta dopo pochi millisecondi, creando una onda d'urto che, grazie alla ampia superficie ed il diretto contatto, si propaga attraverso il materiale. Nel caso dell'armatura metallica di un carro armato, l'onda di compressione è trasmessa attraverso l'armatura fino all'interfaccia metallo/aria, cioè nel vano di combattimento interno, dove parte dell'energia è riflessa come un'onda di tensione. Nel punto dove le onde di compressione e tensione si intersecano, si crea una zona di alto stress, la quale causa la proiezione di schegge d'acciaio ad alta velocità dalla corazza interna. Questa frammentazione causata da un'onda d'urto è chiamata spalling (frammentazione), dove i frammenti attraversano uccidendo o ferendo l'equipaggio, danneggiando attrezzature e innescando proiettili e carburante. A differenza dei colpi HEAT (High Explosive Anti Tank - esplosivo ad alto potenziale contro-carri), i quali sono a carica cava, i proiettili HESH non sono specificamente progettati per penetrare l'armatura, ma per farla scheggiare nel lato interno.
La HESH può essere usata contro molteplici tipologie di bersagli, anche se questo tipo di esplosivo è usato a velocità relativamente basse, perché una velocità troppo alta tenderebbe a disperdere eccessivamente il disco di esplosivo, rendendolo meno efficace. Il colpo funziona solo contro carri armati senza armatura spaziata, imbottitura interna antischeggia o armatura composita, quale la armatura Chobham dell'M1 Abrams, il che ne ha limitato l'uso in scenari di guerra moderna. Il ruolo in cui è usata principalmente oggi è nella demolizione, in quanto distrugge costruzioni in cemento molto più di un colpo HEAT, progettato per penetrare con una linea fine di metallo superplastico le armature di mezzi corazzati, e non forma pericolosi frammenti esterni che invece creerebbe un normale colpo esplosivo.